# Marija Iwanowna Arbatowa

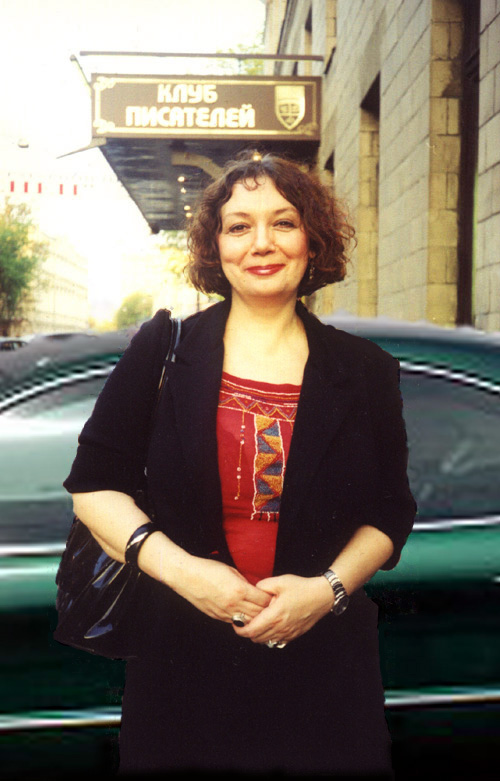
Marija Iwanowna Arbatowa

Marija Iwanowna Arbatowa (Pseudonym, offizieller Name ab 1999), geboren  Marija Iwanowna Gawrilina, (russisch Мария Ивановна Арбатова, урожд. Мария Ивановна Гаврилина; * 17. Juli 1957 in Murom) ist eine sowjetische bzw. russische Schriftstellerin, Dramaturgin, Politikerin und Feministin.

## Leben
Ein Jahr nach ihrer Geburt kam Arbatowa mit der Familie nach Moskau. Ihr Vater Iwan Gawrilowitsch Gawrilin (1910–1969) war Militärlehrer für Marxistische Philosophie. Ihre Mutter Ziwja Iljinitschna Aisenstadt (1922–2017), Nichte des Historikers Samuil Aisenstadt, war Tierärztin und Mikrobiologin. Als Schülerin trat Arbatowa nicht in den Komsomol ein. Die 9. und 10. Schulklasse absolvierte sie in der Schule des Jungen Journalisten an der Fakultät für Journalistik der Lomonossow-Universität Moskau (MGU) und war eine der Aktivistinnen der Moskauer Hippie-Bewegung.
Arbatowa begann das Studium an der MGU in der Philosophischen Fakultät, um es dort bald wegen der ideologischen Zwänge aufzugeben.  Sie studierte darauf am Maxim-Gorki-Literaturinstitut in der Dramaturgie-Abteilung mit Abschluss 1984. Privat erlernte sie die psychoanalytische Beratung. Seit 1979 schrieb sie Theaterstücke (bis 1994).
In den Schriftstellerverband der UdSSR wurde Arbatowa 1989 aufgenommen. Ab 1991 leitete sie den Klub Harmonija für die psychologische Rehabilitation von Frauen. Seit 1996 führt sie individuelle psychoanalytische Beratungen durch. Mit anderen leitete sie fünf Jahre lang eine Frauentalkshow des Fernsehsenders TW-6. Auch verfasste sie eine von ihr geleitete Menschenrechtssendung des Hörfunksenders Majak 24.
Als Expertin beteiligte sich Arbatowa an der Ausarbeitung der Präsidentenwahlprogramme Boris Jelzins und Ella Pamfilowas. Arbatowa unterzeichnete 1991 die Aufforderung an Michail Gorbatschow, die sowjetischen Truppen sofort aus Litauen abzuziehen. Bei der Staatsdumawahl 1999 war sie Kandidatin der Union der rechten Kräfte im Moskauer Universitätswahllkreis, aber gewählt wurde Michail Sadornow der Jabloko-Partei. Ihr Buch über diese Kandidatur wurde 2000 veröffentlicht. In den Jahren 2001–2003 kandidierte sie für das Amt des Beauftragten für Menschenrechte in der Russischen Föderation. Sie war Ko-Vorsitzende der Menschenrechtspartei, solange die Partei nach dem Willen der Geldgeber existierte. Sie wurde Mitglied der Leitung der Partei Freies Russland (seit 2007 Bürgerkraft, von der sie sich dann distanzierte) und kandidierte 2005 auf dem zweiten Listenplatz für die Wahl in die Moskauer Stadtduma, bei der die Partei 2,2 % der Stimmen erhielt. Für die Staatsdumawahl 2007 kandidierte sie auf der Liste der Partei der sozialen Gerechtigkeit, die 0,22 % der Stimmen erhielt.
Drehbücher für Filme schrieb Arbatowa seit 1990 und übernahm eine Rolle in dem Film Wächter des Tages – Dnevnoi Dozor (2005).
Seit 1996 leitet Arbatowa die öffentliche Organisation Klub der Frauen, die sich in die Politik einmischen. Sie unterstützt die Idee der Positiven Diskriminierung und setzt sich für die Rechte sexueller Minderheiten ein mit Legalisierung der Gleichgeschlechtlichen Ehe und deren Recht, Kinder zu adoptieren. Sie kritisierte die Verurteilung der Pussy-Riot-Mitglieder und die Haltung der Russisch-Orthodoxen Kirche zu diesen Fragen.
Im Januar 2013 setzte Arbatowa sich für die Verabschiedung eines Gesetzes zum Verbot der Adoption russischer Kinder durch US-Bürger ein. Seit 2014 unterstützt sie die  russische Aggression gegen die Ukraine, die sie für einen Krieg  Russlands und der NATO hält.

## Hörspiel in Deutschland
- 1994: Drang nach Westen (3 Teile) – Übersetzt aus dem Russischen von Johannes Berger; Regie: Beate Rosch (Original-Hörspiel – ORB/HR)[12]